# 有閑倶楽部

『有閑倶楽部』（ゆうかんくらぶ）は、一条ゆかりによる日本の少女漫画作品。1981年、『りぼんオリジナル』春の号（集英社）にて連載を開始。以降、数話単位で1つのエピソードが終了する形を採っている。長期連載の過程で掲載先が変遷しているため、『りぼん』『コーラス』など掲載誌によって人間描写や表現が描き分けられている。『コーラス』（現『Cocohana』、集英社）誌上で2002年12月号まで不定期連載していたが、5年のブランクを経て2007年12月号に『無閑倶楽部』という読切を掲載した。その後、2022年6月刊行のエッセイ集『不倫、それは峠の茶屋に似ている』に於いて描き下ろされた超ショート読切エピソードをもって実質的な完結となった。
1986年〈昭和61年〉度、第10回講談社漫画賞少女部門受賞。累計発行部数は、3000万部に及んでいる（2025年2月時点）。

## 概要
生徒会の役員を務める6人の主人公全員が美男美女であり、多少家柄に差はあるが超大金持ちの家の子供達である。「ケンカや大食い、アクション」担当の悠理、「頭脳派、拳法、参謀」担当の清四郎、「大和撫子代表」の野梨子、「アクション、メカ関係」担当の魅録、「交遊」担当の可憐、「世界の恋人」担当の美童といった具合に、それぞれが得意な才覚と知識、およびコネ（後述）を有している。それらを駆使して恋愛、政治劇、裏社会の抗争、各国政府や諜報組織の暗躍、果てはオカルトに至るまで多様な事件に立ち向かう。それぞれ性格も価値観も異なるが、基本的に全キャラクターが人情味のある正義漢であり、世の中の悪や不条理に対して怒りを感じ、力を合わせて問題解決に挑むという流れを繰り返す構造になっている。
集英社文庫版に収録されている、各エピソードの制作秘話を回想した「Making of 有閑倶楽部」によると、当初は、野梨子と清四郎・美童と可憐・悠理と魅録の3組のカップルを主体とした学園ロマンスコメディ風の作品になる予定であったが、当時の担当編集者が新連載の予告文に「学園アクションコメディ」と入れてしまい急遽設定を考え直したとのことである。
メンバーの名前やペットの名前など、登場キャラクターの名前に酒の銘柄を使う場合が多い（新書刊コミックスの後書きには、作品の基本的なアイディアを推敲する段階で酒を飲みたいという欲望が作者の頭に同時に浮かび、そこからキャラクターが決定していったことが描かれている）。本作の作者は、コメディとシリアスの両分野に作品を発表しているが、本作品はコメディ分野において作品の量および掲載期間が最も多大であることから、シリアス分野の『砂の城』と並んで同作者の代表作とされている（ただし、コメディ分野である本作の単行本の中に、ページ調整として過去のシリアス分野の作品が掲載されている場合がある）。
2007年以降新作が発表されていなかったが、2022年の一条のエッセイ『不倫、それは峠の茶屋に似ている』に新作短編漫画「その後の有閑倶楽部」が書き下ろされた。

## あらすじ
幼小中高大一貫制の名門学校であり、名士名家の子女が通う聖プレジデント学園。その高等部生徒会の面々は学園でも屈指の権力と能力を持ちながら、生徒会らしい事は何一つせずに暇を持て余していた。何時しか生徒や教師から「有閑倶楽部」と呼ばれる様になった彼らは、学業もそこそこに大小様々な事件に首を突っ込み、様々な出来事に関わっていく。

## 登場人物

### 有閑倶楽部のメンバー
剣菱 悠理（けんびし ゆうり）
日本屈指の大財閥・剣菱財閥の令嬢。聖プレジデント学園高等部。運動部部長、ロック同好会所属。超人的な体力と運動神経、そして異常な食欲を持つ。二人兄妹で存在感の薄い兄（豊作）が1人いる。
6人の中では最も分かり易いお嬢様的な立場だが、同時に最も上流階級らしからぬ野生児。トラブルメーカーで、物語の中心となることが多い。全く勉強が出来ず、やることなすことガサツで男勝り、かつ空気が読めない。素直で単純な性格なため、清四郎からは完全に手玉に取られている。正義感が強く、人情にも厚いが、末っ子で甘やかされて育ったためか、利己的な側面がある。相手がヤクザであろうがマフィアであろうが、暴力や脅しには屈しない強気な性格だが、経験上、オカルト方面のトラブルにはほとほと弱く、恐怖のあまり、悪霊に取り憑かれた野梨子や可憐を見捨てようとしたこともある。常に食い気優先であり、女性として扱われることも余り無い。一方で容貌は黙っていれば、かなりの美人の部類に入る(万作曰く、かあちゃんにそっくりとのこと。清四郎もよく見れば美人と言っている。)が、上記の突飛な言動から男性人気はなく、むしろ女にモテる（本人にその気はない）。女子生徒からは美童と匹敵する人気を誇り、一部では男性説まで囁かれていた。好きな男性のタイプはアーノルド・シュワルツネッガー。「ばかたれ」が口癖。
学力は極めて低いが「野性のカン」は鋭く、過程を飛ばして真相に辿り着くことが多く、その嗅覚の鋭さから「前世は犬」と感心されている。また、初期では強かな一面を見せることもあり、自らの誘拐事件の際は実情を聞いて呆れていたメンバーを口説いて協力させたり、自分だけ留年になることを恐れてヘロインをコーヒーに混ぜて他の5人に飲ませ、試験を受けさせず巻き添えにしたりしている。運動神経と体力に関しては全国レベルのプレーヤー相手に食らいついていき勝利するほか、雲海和尚の特訓を10日でクリアし、体捌きに関しては清四郎やモルダビアの攻撃をかわせるようになっている。ただし、攻撃はケンカ技しか知らないため、体格差のある相手だと全く効かなくなることがある。
財力とコネ、驚異的な身体能力という特性の他に、非常に強い霊媒体質を持ち併せており、本人の意思とは無関係のまま、事件に巻き込まれてしまうケースが多い。取り憑いてきた霊などによると「とても強い守護霊」が憑いているとのこと（そのため取り憑かれても、だるい程度で済み、野梨子や可憐、美童のように大事には至らない）。PART8の事件がきっかけで霊感に目覚めたと思われていたが、後に描かれたシークレットエピソードによると生まれつき持っていたとのこと。悪霊・怨霊の類は「怖い」のでわかるが、普通の霊は、生きた人間と区別できないほどハッキリ見えるため、万作の幼馴染の少年・次郎の霊や、野梨子の家に住む座敷童子とは仲が良かった。また、物心つく前に臨死状態にあった女性に語りかけ、死の淵から救うなどしている。基本的に霊との対話は怖いため及び腰だが、正義感は強いため、殺された霊の恨みを晴らすため、犯人に食って掛かったこともある。父・万作の影響もあって信仰心に篤く、暖を取るため仏像を燃やした可憐を非難したり、願いを聞いてくれた感謝で仏閣巡りを敢行するなど律儀な一面もある。
清四郎、野梨子とは聖プレジデント学園幼稚舎時代からの顔なじみであるが、典型的な悪ガキで粗暴ないじめっ子であった悠理が、坊ちゃん育ちであった清四郎を馬鹿にし、彼を庇った野梨子と大喧嘩をして以来、犬猿の仲であった。打ち解けあったのは中等部3年に入ってからで、聖プレジデントの生徒が絡まれていたことに腹を立てて喧嘩し、停学になりかけたところを二人の口ぞえで庇ってもらったことがきっかけである。悠理本人も、理由もなく野梨子たちをいじめたことを後ろめたく思っていたようで、仲直りの際、当時のことを謝罪している。魅録とは同じ学校ではないものの、以前からのロック音楽仲間であった。ネーミングは清酒「剣菱」から。
身長166cm、血液型O型。容姿の特徴は茶髪で癖毛がかって広がったショートヘア。顔立ち、髪型は中性的。ギャグ顔時とシリアスな時の顔の差が激しい。服装はパンツルックなどマニッシュあるいはロックなもの、あるいはキャラもののTシャツや着ぐるみなど奇抜なファッションに身を包むことが多く、ごく稀にフェミニンな服装をすることもある。
菊正宗 清四郎（きくまさむね せいしろう）
大病院・菊正宗病院の御曹司。聖プレジデント学園高等部。文武両道・天下無敵の生徒会長。囲碁倶楽部、UFO研究会など複数の部も兼任。医大生の姉がいる。
学園一の優等生として医学薬学、語学、考古学にオカルトと万事に精通している有閑倶楽部の「頭脳」。加えて拳法の達人でもあるというオールマイティー人間だが、完璧であるが故に他人を見下しがちなところがあり、仲間からも情緒や思いやりに欠けると指摘される事も多い。なお作中では経営者としては剣菱万作に、武道家としては雲海和尚とモルダビアに対して自分の負けを認めている。(モルダビアは「勝負はお預け」の認識だったが、清四郎は自分の負けと認識していた)
観察眼があり、人の弱点を握るのが得意で、また騙し合いや駆け引きを楽しむなどの少々陰険な面もある。野心家の面もあり打算的に悠理と結婚を目論むこともあった。回が進むにつれ敬語で話すことが多くなるが、悠理には言葉遣いがぞんざいなこともある。メンバーの中では、オカルト関連の事件では魅録共々、霊感が低いこともあって心霊現象との遭遇率が低い。
悠理、野梨子とは聖プレジデント学園幼稚舎の頃からの同級生。当時から乱暴者だった悠理と喧嘩をして惨敗し、それを庇った野梨子が悠理と互角に渡り合うのを見たショックと、女に庇われたことを悠理に馬鹿にされた屈辱から、武道を学んで自己鍛錬に励むようになり、今では悠理も叶わないほどの力を身につけている。加えて圧倒的な知性で相手を手玉に取るやり手振りから、当の悠理は清四郎に頭が上がらない。特に先述のとおり悠理が他メンバーを留年の巻き添えにした際はすぐに見抜き、口止め料代わりに高額なコンピューターを買わせ、さらに「卒業するまで勉強をみる」という約束まで取り付けている。
野梨子とは家が隣同士であり幼馴染の間柄。どちらかの恋愛および結婚問題の話になると苦言を呈したり、不快さを露わにするなどの描写がある。しかし恋愛感情は否定しており、お互いに兄妹のような家族愛に近い。知的な雰囲気から女性受けも悪くはないが、多趣味が災いして女性を優先できない質。優れたルックスのおかげか、男性の方にモテる。名前は清酒「菊正宗」から。
身長181cm、血液型AB型。容姿は黒髪でオールバックのすだれ髪。服装は着物、普段着は柄物セーターや実年齢より上の人が着るような雰囲気のものを着用していることが多い。眼鏡をかけ、スーツ姿になると、悠理の兄・豊作に雰囲気が似ている。
作者の別作品プライドとのコラボ「無閑倶楽部」では、プライドの登場人物である神野 隆を見て、「他人とは思えないほど似ている」と父の隠し子を疑っていた。その際、上海で困っているのを見かねて声をかけた緑川 萌に、新たな標的にされかけて、悪寒を覚えるなどしている。
白鹿 野梨子（はくしか のりこ）
日本画の大家を父に、茶道家元を母に持つ深窓のお嬢様。才色兼備の大和撫子。聖プレジデント学園高等部。文化部部長、囲碁倶楽部所属。
文化人一家に生まれた事から教養深く、母に教わった日本舞踊、茶道は師範格。囲碁の名人でもあり、その実力は清四郎を上回る。頭脳明晰で語学にも堪能（女性メンバーでは唯一外国語がわかる）だが、運動オンチでカナヅチ。事件に巻き込まれると、可憐共々、早々と犯人に捕まり、足手まといになることも多いが、いざ絶体絶命に陥ると、持ち前の度胸の良さから開き直って思い切った行動に出て自力で窮地を脱することも多い。言葉遣いは語尾に「〜ですわ」と付けて喋るなど、お嬢様らしく古風な女性言葉を使うが、辛辣な発言も多く、馬鹿な悠理や軽薄な可憐、節操のない美童にさりげない一言で釘を刺したりと、結構な毒舌家でもある。気が強く、精神的に未熟な悠理やパニックに弱い可憐の支えとなることも多いしっかり者。悠理ほどではないものの、霊感がある（女性メンバーは霊が見える等、全員多少の霊感持ち。また、劇中で最初に霊を目撃したのは野梨子である）。家柄からか信仰心は篤い方で、悠理の母・百合子が国内で手榴弾を投げ、犯人と時宗とその部下を負傷させた時には、悠理・美童らと共に神頼みしていた。
男子生徒からもらうラブレターの数は可憐より多いが、本人は男嫌いであり、それゆえに恋愛にも疎かったが、魅録の友人である刈穂裕也と初恋を経験する。美童によると、野梨子にとって男性の基準は清四郎とのことで、並程度の男では異性として意識してもらえない。
お嬢様育ちゆえの潔癖症が災いして中学生時代は周囲から浮いており孤立していた。
悠理、清四郎とは聖プレジデント学園幼稚舎からの同級生であり、清四郎とは家が隣同士の幼馴染。その頃から、乱暴者だった悠理のことを嫌い、見下す発言も多かったが、彼女の正義感の強さと行動力、反面、何も出来なかった自分の非力さを思い知って、停学にされかけた悠理を清四郎と共に擁護、後に和解し、親友同士となった。アドベンチャー・クイズの際には、悠理・魅録と共に体力と知力、互いの弱点を補い合う息の合った行動を見せて、予想外の好成績を修め、清四郎率いる美童・可憐チームを驚かせた。
倶楽部が事件に当たった際は、参謀役を務めることが多く、おとなしやかなイメージとはかけ離れた大胆な作戦を立てる。
ネーミングは清酒「白鹿」から。「野梨子」は作者の本名から取られたものであり、作者自身が小さい頃に自分につけて欲しかった理想的な漢字をあてたもの。
身長153cm、血液型A型。黒髪ストレートのおかっぱヘアで、唇が赤く、日本人形のような容姿をしている。6人の中では目が大きいためか、やや童顔に見える顔立ち（というより他の5人が、実年齢より大人っぽい顔をしている）。服装は茶道の家柄の関係から和服、普段は清楚なワンピースなどお嬢様ルックが多い。中学時代はファッション（特に洋服系）には疎かったようで、悠理と仲直りした後にクラブでの遊びに誘われた際にはそれなりにファッションを研究して選んだ服を着用していた。
松竹梅 魅録（しょうちくばい みろく）
警視総監の息子。母方は旧華族・和貴泉家の出身。行動派で倶楽部のサブリーダー的存在。聖プレジデント学園高等部。生徒会副会長、ロック同好会所属。
警視総監の一人息子という立場でありながら、近隣学校の不良や暴走族、更にはヤクザに顔が利く不良学生。連載当初はクールな一匹狼としての部分が強く描き出されていたが、性根はやはり父と同じく熱血漢であり、連載が進むにつれてそうした常識人としての側面が強くなっていった。前述の通り広い交友関係を持ち、友誼にも篤く時に情に欠けることがある清四郎に意見できる存在（他のメンバーには言われても逆に論破してしまう）。
有閑倶楽部メンバー達との出会いは、メンバー達が中等部3年の頃、悠理がロック仲間としてディスコに連れてきて紹介したことがきっかけ。悠理とは他の有閑倶楽部メンバーと出会う前からの友達であり、野梨子とも直近に車にひかれそうな所を助けており顔見知りだった。その後、5人のことが気に入り、聖プレジデント学園高等部に入学し、有閑倶楽部メンバー全員がそろった。
多芸な趣味人で、バイクや無線など機械いじりが好きで喧嘩も得意、ミリタリーマニア・ガンマニアでもある。趣味に関する交友関係は広く、一声かければ目当ての情報や助っ人がすぐに見つかる。またビリヤードやゴルフも水準以上の実力を誇る。意外なところで水泳が得意で、あの悠理よりもタイムで勝る。学業成績も意外にも良く、理数系は上位。清四郎と同様、興味はあるものの、霊感が著しく低いようで、オカルト関連の事件ではほとんど霊に遭遇できず、「愛してごめんなさい」の巻でようやく、初めて霊を目撃するに至った。
ネーミングは清酒「松竹梅」から。名の「魅録」は弥勒菩薩から取られている。容姿は母親似で(女装するとかなり似ている)、性格も同様に母親似だが悠理曰く父親である時宗にも似始めているそう。一度、暗殺者を殺したと勘違いしたことがあり、後で生きているとわかって寝込んだり、心臓外科手術を見学して、あまりのグロさに真っ青になるなど、メンタルが弱い一面もある。
身長178cm、血液型A型。容姿はベビーピンクの逆立った短髪（ただしカラーイラストは茶髪の時もあり）で頬が少しこけている。目がやや釣り目の切れ長。服装は6人の中でTシャツなど唯一高校生らしい服装。作者曰く服装は倶楽部内でセンスが良いのは魅録とのこと。
黄桜 可憐（きざくら かれん）
宝石商の一人娘。自他共に認めるプロポーション抜群の美女。聖プレジデント学園高等部。生徒会経理、社交倶楽部所属。男性への色仕掛け担当。
聖プレジデント学園中学部で有閑倶楽部のメンバー達（同じく中等部に通っていた悠理、清四郎、野梨子）と出会い、同級生になる（幼稚舎、小学部は聖プレジデント学園とは別の学校に行っていた模様）。ハンサムな資産家と結婚することを将来の目標とする野心家で、玉の輿に命を懸けている。自らの美貌や魅力に磨きを掛けるのは勿論、家庭生活に備えて家事や料理の腕前を鍛える事にも余念がない（ただしブラジル料理は範疇外だった）。反面、悠理とは違って学業に影響する程ではないものの、赤点の教科がないことを声高に主張するなど成績はあまり良くない。母子家庭（父親は死別）に育つなどセレブ揃いのメンバーの中では意外に苦労人で、玉の輿への望みも女手一つで自分を育てた母の姿を見ているからでもある。ナルシストで軽薄な面も目立つが実は感受性豊かで涙脆く、弱い立場や辛い境遇の人間には同情して損得抜きで力を貸そうとすることも多い。恋愛についても実はロマンチストであり、利害を度外視して心から愛しあえる純愛を求めて、身を投げうつような大恋愛に挑む事もある（基本的には面喰いであることは変わらない）。しかし本気で惚れた相手に限って、碌でもない男（既にハーレム持ち、マザコン、幽霊）ばかりで、結局、玉の輿も純愛も実らないままに終わっている。また、恋愛や玉の輿に関してを除けば至って庶民的かつ常識的な感性の持ち主で、本人はあまり認めたがらないがメンバーの中では一番のモラリスト。
美童の生まれ故郷・スウェーデンのフリーセックスを大きく誤解している。
恋愛に積極的な性格や信仰心の薄さのせいで罰当たりな行為をしてしまうなどが原因で、霊関係のトラブルの当事者となることが霊感の強い悠理や女性に祟られやすい美童に次いで多い。遭難した時に仏像を燃やして封じられていた鬼に憑依されるという事件を起こしたこともあり、しかも本人にその自覚がなかったため新しい仏像を寄付することもなく済まそうとしていたなど徹底して神仏に対して関心が薄い。悠理ほどではないものの、霊感がある。ネーミングは清酒「黄桜」から。
身長161cm、血液型A型。容姿は大人っぽく左目下の泣きホクロが特徴。肌の手入れやストレッチ体操を欠かさぬなど、美容に気を使っている面が度々みられる。髪は肩甲骨あたりの大きめのウェーブヘア。髪色はカラーの時に茶髪の時と青い時（近年のカラーでは茶髪固定）がみられる。服装は、お洒落でボディコンのドレスやスーツなど大人っぽいものが目立つ。
作者の別作品プライドとのコラボ「無閑倶楽部」では、プライドの登場人物である神野 隆に一目惚れし、悠理に紹介してくれとせっついたが、魅録が参考資料にと持ってきたプライドを読んで、姑や萌など周囲を取り巻く環境、女癖の悪さや絶望的なファッションセンスなどを知って幻滅した。
美童 グランマニエ（びどう グランマニエ）
駐日スウェーデン大使の子息。「世界の恋人」を自認するほどのナルシストで女好き。聖プレジデント学園高等部。生徒会書記、社交倶楽部所属。同じくプレイボーイの弟がいる。
母は日本人とスウェーデン人とのハーフで、本人はクォーター。母方を通じてスウェーデン貴族の末裔でもある。有閑倶楽部メンバーとの出会いは、メンバー達が中等部の頃に可憐がディスコで紹介したことがきっかけ（魅録も同じ場所で、メンバー達全員とほぼ初対面だった）。翌日、聖プレジデント学園中等部に編入してきた。可憐とは以前からのペンパルで他の有閑倶楽部メンバー達と出会う前にお互いのことはよく知っていた。可憐とはまた違った意味で美貌と恋愛に熱意を注いでおり、父の仕事の関係で訪れた経験のある国（分かっているだけでも、イタリア・インド・香港）では必ず美人の恋人を確保している。付き合う女性のタイプは多種多様で、将来、綺麗になりそうなら少女にも気に入られようと努力を怠らず、社交界にも出入りしてる。荒事は大の苦手で、喧嘩などの場面でも真っ先に隠れる臆病者だが、女受けするスポーツ（テニス・乗馬・社交ダンス・スキー・フェンシングなど）に関しては水準以上の腕前を誇っており、運動神経そのものは優れている。当初、運転技術は壊滅的だったが、免許を取得し、普通に乗りこなせる程度にはなった模様。学業成績の中では、古典と地理の成績が低い（源氏物語だけは詳しい）ものの英語は得意で、語学力においてはおそらく清四郎すら上回る。唯一、音楽の才能だけは皆無で、さらには音痴(後に克服したが、楽器だけは未だ不得手)。ピアノ教師の娘に恋して告白したが、見た目より才能を愛する彼女にこっぴどく振られたことに対するトラウマから、以降の性格形成がなされた。その後自身の才能と生活のすべてを「女性にもてる」ことに費やしているが、逆にいえば女性にとっては「究極に都合のいい男」ということで、大抵の交際相手からはホスト代わりのキープくん扱いされている。
気弱で女たらしの上、いざという時に頼りにならない要領の悪さもあって、他の生徒会の面々に呆れられてしまう事もあるが、どこか憎めない素直な人物でもある。本来ならば正統派の美形キャラ（そのためか、乙女チックな趣味を持つ悠理の母・百合子からは「美童くんのような子供が欲しかった」と言われていた）であるにも関わらず同作ではギャグメーカー的存在として怪我や人質など不幸な役回りが多く、男性陣の中では、悠理ほどではないものの、唯一の霊感持ちで、霊関係でも上は婆さんから下は幼女まで女性に祟られた経験がある。クリスチャンであることもあり、メンバーの中では信仰心は悠理・野梨子と並んで篤い方。中性的な風貌から女装することも度々あるが、その際には寝化粧までするなど徹底しており、悠理よりも女らしい。実際、見破られたことはなく、かなりの美女として通っている。ぱっと見の雰囲気は可憐に似ているらしく、当人をして「悠理が見間違えるのも無理はない」とのこと。ネーミングはリキュール「グラン・マニエ」から。
身長182cm、血液型B型。容姿はクォーターなので日本人離れした顔をしている。サラサラの腰までの金髪に青い瞳を持つ。連載初期はゆるいウェーブヘアだった。ロングジャケットやフリルを多用したブラウスなど、中性的な服装が多い。
作中、最も多くそっくりさんが登場するキャラクターでもある。モルト王国のミュスカ姫を始め、きぬばあさんの恋人であった宣教師の青年、祖父であるオーゼベリィなど。
作者の別作品プライドとのコラボ「無閑倶楽部」では、プライドの主人公である麻見 史緒に一目惚れし、魅録が参考資料にと持ってきたプライドを読んで、彼女が上海にいることを知り、倶楽部の面々を上海へと誘う。

### 有閑倶楽部の血縁者

#### 剣菱家
剣菱 万作（けんびし まんさく）
悠理の父。剣菱財閥会長。血液型O型。庄屋上がりの地主から転じて日本最大の財閥となった剣菱一族の総帥。見た目も言動も田舎の農家のおっさんそのもので畑仕事を生き甲斐にしており、劇中において仕事をしていると思えるシーンは皆無である。しかし天才的な勝負勘で各部門に指示を飛ばし、巨大な剣菱財閥を見事に切り盛りしている。加えてケンブリッジ大学卒の秀才でもあり、清四郎や野梨子も分からない難解な言語も話せる。清四郎曰く、万作の生き方こそ男のロマンであるらしい。東北弁と名古屋弁を合わせたような口調（「〜だ」「〜がや」）で話す。また、相当な大酒飲みであり、フランスの剣菱家所有のシャトーで有閑倶楽部の面々を含む娘の学友や教師たちとワインの飲み比べをして圧勝している（万作以外の全員が二日酔いで動けなくなっていた）。
世界中の王族や資産家に友人がおり、タリスカ王国の王妃は12歳の頃にヨーロッパを回ったときに出会った初恋の君だった。王妃とは青年になって帝王学を学びに再度ヨーロッパに向かった時に再会しているが、既に双方とも結婚した後であった。大変な愛妻家にして恐妻家で、百合子には逆らえない。プロポーズの言葉は「何でも言うこと聞くから……」。太平洋戦争ではラバウル航空隊に従軍し、上官だった時宗が部隊の食料を独り占めし他の兵士が餓死する所を畑を耕して救っている。
またこの時に駐留したマイタイ島の神官を埋葬した事が、同地の王位継承に影響を与える事になった。
当初は、成金のマフィアのボスのような人物をイメージしていたが、突然、筒井康隆の『農協 月へ行く』が頭に浮かび、現在の人物像に決まった。
剣菱 百合子（けんびし ゆりこ）
悠理の母。血液型B型。元剣菱家のメイドで万作に見初められ結婚。その際に剣菱家の財産はほとんどが百合子名義になっていて、文字通り「世界一の大富豪」。リボン・フリル・レースが好きな乙女チック趣味。万作の妻となってしばらくもメイド時代の感覚が抜けていなかったため初期はメイド服を着て掃除をするのが趣味だったが、豊作に止めさせられたことで趣味に傾倒するようになった。竹を割ったような性格で大変気が強く、悠理も万作も倶楽部の仲間も百合子が断言したことには全く逆らえないのだが、反面万作とは新婚当時と変わらず仲睦まじく、万作の悪口を言ったアメリカの銀行の頭取の娘を公衆の面前でビンタした他、万作のことを最高のダーリンと思っている。一方で理想の息子像には美童を挙げており豊作にかなり辛辣な言葉を投げることもある、また悠理を通してリボン・フリル・レースで遊びたいと美童を誘ったこともある。結婚式を寺でやったことが長年のトラウマで悠理の結婚式は絶対に教会（それもウエストミンスター寺院かバチカン市国）と思っており万作とケンカになり離婚しそうになったがハワイにて教会で二人だけの結婚式を挙げたため和解した。イメージは蛇女で、楳図かずおの漫画『ママがこわい』に影響を受けている。家族に対する愛情も深く、多満自慢と富久娘が誘拐された時には剣菱家の男性陣が身代金を払うことを不必要と考えていた中で、唯一悠理の味方となって払うことを決意。それでも躊躇う万作と豊作を一喝し、さらに反対する時宗にもビンタを浴びせ、威圧を交えた挑発で言い負かした。家族や友人の危機に際してはまったく躊躇することがなく、非合法な手段や危険な道も構うことなく突き進む。その行動力は香港マフィアの茅台に「人間魚雷」と評され、気風の良さと度胸は関東ヤクザの大親分・菊翁文左衛門にも惚れこまれ、跡目を継いでもらえないかと狙われている。
剣菱 豊作（けんびし ほうさく）
悠理の兄。社長兼秘書。血液型B型。七三分けで眼鏡を掛けている事以外は特徴がなく、個性の強い一家においては影も存在感も薄いと思われている。父・万作からは頼りないと言われ、母の百合子には居ても居なくても同じとまで言われてしまっている。自身の名前がコンプレックスで妹に同じ思いをさせないように尽力しており、名前の話題になった時に失笑を漏らす悠理を、「お前（悠理）だって俺が止めなきゃ稲子か麦子だ！」と一喝している。父にも母にも頭が上がらず、特に母からは綺麗な娘と買い物がしたいという理由だけで異国の少女と結婚させられそうになった事もある。しかも悠理の結婚騒動の中で完全に忘れられてしまうという不遇な目に遭い、五代から「おいたわしい」と嘆かれていた。
使用人・ペット等
型破りな雇い主に苦労しながらも、同時に気前も良い（新年にはお年玉としてボーナスが出る）職場で頑張っている人たち。
五代（ごだい）
剣菱家の執事で、先代当主の時代から仕えている。通称じい。豊作ともども個性的な剣菱の面々に振り回されがち。ネーミングは麦焼酎「五代」から。
明輪（めいりん）
剣菱家の運転手。何でも操縦出来る。第7巻で、可憐が同乗した際「霊柩車みたい」と感想を言ったため、「いわないでください… 私は毎日乗ってるんですよ」と、雇い主である万作の悪趣味を自覚しているが、万作を守るために独自のアイデアで改造を施すなど仕事はまじめ。
九江（チウチャン）
香港の別荘の雇われコック。脚のあるものはテーブルと皿以外は何でも料理すると言われ、万作と悠理は彼の料理を食べるためだけに自家用飛行機で香港まで行くほどの料理の達人。「〜ある」「〜するヨロシ」など、中国語訛りの日本語を使い万作を「だんさん」悠理を「じょーちゃん」と呼ぶ。彼の作る料理は旨過ぎて過食気味になってしまい翌日には胃もたれで苦しむことになる。
魅録の愛犬・男山を「食材」として料理しようとしたため、あわてた魅録から「これはペット！！喰い物じゃない」と、抗議された。
多満自慢（たまじまん）&富久娘（ふくむすめ）
悠理の飼い猫。雑種。誘拐された際一億円の身代金を要求された。見分け方は顔のヒゲ部がギザギザなのが多満自慢、丸顔が富久娘（豊作いわく「おたふく顔」）。魅録の愛犬・男山とは仲良し。
ネーミングは清酒「多満自慢」、「富久娘」から。2匹とも一条のアシスタントの飼い猫がモデル。
アケミ&サユリ
万作が飼っているニワトリ。アケミの名前は、当時たまたま遊びに来ていた松苗あけみが由来。万作曰く卵から孵して育てたらしく、誘拐されて一億円を身代金にされたら絶対に払うと豪語している。
多満自慢・富久娘とは仲が悪くしょっちゅうケンカするため、悠理から「食われたいか！」と一喝されるとおとなしくなる。

#### 松竹梅家
松竹梅 時宗（しょうちくばい ときむね）
魅録の父。警視総監。一介の刑事から総監にまで上り詰めた叩き上げで、現場時代は「鬼時宗」として恐れられた。他に「すっぽんの時宗」「吐かせの時宗」とも自称しており、実際に一度食らい付いた犯人には絶対に離さない事を身上としている。口を開けば正義について芝居がかった口調で演説する熱血中年で、クールに行動したい息子からは年甲斐の無さから「恥ずかしい」と評されている。正義感は人一倍だが、それ以上に見栄っ張りでもあり、難しい事件を大見得を切って引き受けたり、その場の勢いで捜査を進める事も少なくない。有閑倶楽部のメンバーが解決した事件を自分の手柄にする事もあり、そのついでに警察や正義についてテレビで演説したり、金一封の代わりに「栄えある警視総監賞」を与えたりと傍若無人ぶりを発揮している。
部下にも捜査が進まないのを精神論で怒鳴りつけたりと評判は良くないが、警察に対する強い誇りと責任感から敬意を持たれてもいる。また、前述のとおり現場からの叩き上げであり、（歴代総監と違って）東大卒ではないというコンプレックスを副総監に揶揄されたことがあったが、最終的には現場上がりの根性を見せつけて刑事や警官達から尊敬されていた。
太平洋戦争ではラバウル航空隊に従軍し、万作の上官であった。軍に支給された食糧を独占して過食していたため酷い下痢に見舞われてしまい、それ以来痩せこけている。万作とはその一件などの影響で仲が悪かったが、恐妻家であることや本質には似た性格であることなどから、後に友情が芽生える。なお、時宗（万作もだ）が太平洋戦争で従軍したとなると初登場の時点で60歳前後の年齢であるが、その後定年を迎えるなどの話題はない。
妻の千秋を溺愛しており、「千秋ちゃん」と呼んでいる。婦女子に気を取られるなど一生の不覚と考えていたが、本人にも理解不能な理由で千秋に一目惚れした際にはストーキングを続けてひどい風邪を引いてしまったりもした。だが、意を決して誕生日に花束を手に現れ「（千秋に奪われた「心」を）返してくれなければ窃盗罪で一生逮捕だ」とプロポーズした。
松竹梅 千秋（しょうちくばい ちあき）
魅録の母。性格も容姿も若々しく、旦那の時宗も「時宗ちゃん」と呼んでいる。実の息子である魅録にも「千秋さん」と呼ばせているが年齢は「若く見えるが40歳はとうに過ぎてる」との事。元華族・和貴泉（わきいずみ）家令嬢。「和貴泉倶楽部」という海外リゾート開発事業に携わっており、そのため海外で過ごす事が多く、日本に滞在しているのは稀である。
時宗からは初対面時売春婦と勘違いされた。その後、自分に一目惚れした時宗にストーキングされている内に気に入ったようでプロポーズを受ける。お互いに「ちゃん付けで呼ぶ」ようにし、誕生日には、抱えきれないほどの花束を持って逢いに来ないと離婚すると時宗に言い渡している。なお、魅録の性格は彼女からの影響が強い。ちなみに魅録が女装したところ彼女に似ていたことで軽くショックを受けていた。万作は彼女のことを百合子とは違うベクトルで怖い人と称している。
犬好きで息子の魅録の名前は昔飼っていた犬に付けた名前。一番のお気に入りだったそうだが「目つきの悪い雑種」で時宗に非常によく似ていた。
文（ふみ）
魅録の家の家政婦で千秋が嫁ぐ時一緒について来た。実質的に魅録の乳母の様な物で彼女がいなければ飢え死にしていたらしい。
時宗が香港に出発する前夜、庭の松の木を日本刀で切り倒していた際には、「いくら庭木を入れても おっつきやしないよ」と陰で様子を見ながら頭を抱えていた。
男山（おとこやま）
松竹梅家の大事なペットであり、警察犬で、日本でただ一頭の金捜査犬。犬種はコリー。時宗に肥溜めに落とされて以来、水恐怖症となり泳げない。ネーミングは清酒「男山」から。一条の愛犬だったコリーの蘭丸がモデル。
時宗の部下2人
名前も無い（作者はデコとボコと言う設定にしているがどちらがどっちか分からない）。無能を絵に描いたような2人。同じ顔をしている（『有閑倶楽部あらかると』で双子だと言う設定が発覚する）。
「池のコイ誘拐事件」では珍しく機転を利かせ、野梨子に驚かれていたが、「玉の輿料理天国」では剣菱百合子の大暴れに巻き込まれて入院した。

#### 菊正宗家
菊正宗 修平（きくまさむね しゅうへい）
菊正宗病院の院長で外科医。清四郎の父。ひどい肩こり持ちで清四郎を肩もみにこき使う。鍼灸が嫌いらしい。専門は心臓外科で、かつては天才外科医と呼ばれていた。また、患者からの賄賂は絶対に受け取らないというポリシーを持っており病院スタッフ全員に遵守させている。
菊正宗 和子（きくまさむね かずこ）
清四郎の姉。現在医大生。清四郎を言い含めることができる数少ない存在。作者いわく「兄だと真正面からぶつかるライバルになるから、押さえつける存在として姉にした」とのこと。病院の経営面を清四郎にまかせ、実権を自分が握ろうと目している。姉弟仲自体は良好で可憐の看病のために清四郎の頼みで薬品を黄桜家へ持ってきたことがある。
菊正宗夫人（本名不明）
清四郎の母。おっとりタイプだが、株式投資でかなり利益を上げる辣腕も持つ（清四郎のアドバイスもあり）。

#### 白鹿家
白鹿 清洲（はくしか せいしゅう）
野梨子の父。日本画壇の巨匠。可憐曰く「ロマンスグレー」の壮年美男子。彼が描く掛け軸は億単位の物もあるほどで、雪月花と言う3本セットの掛け軸は国宝級である。清洲自身は雪月花だけは手放さずにとても大切にしており、野梨子の嫁入り道具にするつもりであったが、原作では猫（白鹿家の飼い猫かどうかは不明）にズタボロにされてしまっていた。
来客の多い時期には面倒くさがってスケッチ旅行に出てしまうなど、芸術家らしいフリーダムな一面もある。
白鹿夫人（本名不明）
野梨子の母。白鹿流茶道の家元で普段から着物を纏っている。八鹿流とは同じ流派が分裂したライバル関係にあたり、非常に厳しい八鹿流の家元と、自由に茶を楽しみたい考え方の白鹿流の野梨子の母とではソリが合わない（もっとも、最低限の礼儀作法は守るのが前提で子供の入門はお断りしている）。清洲より20歳も年下であり、顔立ちも若々しく美人である。

#### 黄桜家
黄桜 燁子（きざくら あきこ）
可憐の母で美貌の宝石商。女手1つで一人娘を育てている。亡くなった夫を今でも想っている。「ジュエリーアキ」を経営、宝石のデザインも手掛ける。
第1話では彼女のミスから事件が始まる。また、他の事件の発端を担うことも多い。

#### グランマニエ家
杏樹 グランマニエ（あんじゅ グランマニエ）
美童の弟。生意気盛りの美少年。兄同様女の子にモテるが、美童と比べると「あたり前にモテる」タイプで、兄のまめな（ある意味行き過ぎた）気配りには呆れている。髪型は兄の金髪ロングとは違い金髪のショートカット（初期の原作の美童は一人っ子の設定であったが、作者がそのことを忘れており、途中で弟（杏樹）を設定してしまったために出来たキャラクター）。
ヴィヨン・グランマニエ
美童の父。スウェーデン大使。息子達のプレイボーイ振りは父譲りである。自身のモテっぷりを自慢しつつも「妻が一番」と言い切る。
真理子 グランマニエ（まりこ グランマニエ）
美童の母。花子アクアヴィットとオーゼベリィ・アクアヴィットの娘。夫と息子のプレイボーイ振りに手を焼いている。
花子 アクアヴィット（はなこ アクアヴィット）
美童の祖母。純日本人。スウェーデン在住。和装で日本髪を結っている。見た目通りにおっとりした優しいおばあちゃんだが、骨董泥棒に立腹して家宝のトーマス・チッペンデール作の骨董品の家具を斧で一刀両断したことがある。また、骨董泥棒に恋心を弄ばれたと分かった際にはライフルを使って射殺しようと考えていた。ネーミングはスピリッツの「アクアヴィット」から。
オーゼベリィ・アクアヴィット
美童の祖父。元スウェーデン貴族。故人。貴族の位を棄ててまで花子と駆け落ちしたらしい。
悠理も驚くほど美童に瓜二つで、初めてアクアヴィット家へ行った際、エントランスに飾っている肖像画を見て「あーこのおっさん 美童にそっくり!」と言っている。

### その他
レイニア・エール
聖プレジデント学園理事長。問題児でもある倶楽部のメンバーの良き理解者。ネーミングは「エール（ビールの意）」から。
雲海和尚（うんかいおしょう）
人間国宝の拳法家で清四郎の師匠。多くの門弟から尊敬を集める立場とは裏腹に俗っぽい性格で高齢だが、清四郎との勝負にも圧差で勝利するほどの実力の持ち主。清四郎と勝負することになった悠理を鍛えることに協力したりもした。また、多くの登場人物から恐れられる剣菱百合子が唯一怯えた人間でもある。ネーミングは焼酎「雲海」から。
モルダビア・パブロア
ソヴィエト連邦国家保安委員会（KGB）の女性エージェント。部下や上官からは共産党の礼式に則って「同志モルダビア」と呼称されているが、敵対するCIAは女らしからぬ屈強な肉体と風貌から「鋼鉄のモルダビア」と通称している。在日ソ連大使館に5年間勤務した経験から日本語を流暢に話せる他、雲海和尚の元で拳法を学んだ経験がある。
「世界一周アドベンチャークイズ」編でアメリカ人の女性工作員から手がかりとなる証拠品を知らぬ内に預けられた美童を雪山の小屋で拘束し、拷問を加えている。その際に恐怖に慄く美童に「あたしはキレイな子が泣き叫ぶのを見るのが大好きなんだよ」と言い放つサディストぶりを見せつけた。更に美童を半裸の状態で人質として雪山に連れ出すなどの過酷な仕打ちを行うが、そこで助けに来たCIAと清四郎・悠理らと一戦交えている。CIAのヘリに座る乗員を「小うるさいアメリカの犬が！」とサブマシンガンで打ち抜いてヘリを墜落させ、続いて清四郎と素手で互角の戦いを演じた。戦いの中で清四郎が同門弟子である事を知り、CIAの援軍を見て一旦撤収する時に不敵な言葉を残して去って行った。このことは清四郎にとって自ら築き上げた自尊心を粉砕する「人生2度目の挫折感」を与えることとなった（一回目は前述の通り、悠理と野梨子）。
その後、ソビエト連邦の崩壊後のエピソードとなる「モルダビア怒りの鉄拳」で再登場。ロシア連邦内のシロヴィキとして内務大臣第一秘書官の地位に就いており、バレリーナをしている妹・プリスカの日本公演に付き合うのと清四郎との決着をつけるために来日した。プリスカを溺愛しており、首相の暗殺を目論むマフィアに協力するヤクザに彼女を誘拐・監禁された際には非常に取り乱していたが、同時期に来日していた首相・プレスラフの護衛を命じられ、鬱憤晴らしとばかりに襲ってきた暗殺者の肋骨を四・五本折ったうえ殺そうとした。ちなみに携帯電話は美童と同機種で番号も末尾以外はすべて同じなど、なにかと美童とは縁が深い。
自身を『雲海和尚の一番弟子』と自認し、同じく一番弟子を自認する清四郎とどちらが一番弟子なのかを決めたがっているが、まともに闘えばどちらも無事では済まないと考える雲海和尚から対戦の許しをはぐらかされている。
原案は「女版ゴルゴ13」。
茅台（マオタイ）
香港マフィアのボス。中華風の衣装を身にまとう。有閑倶楽部の6人を拉致して殺そうとした。日本語も話すことができかなり達者。
「茅台 炎の復讐の巻」の時には有閑倶楽部の狂言誘拐に便乗して有閑倶楽部の面々と要人を誘拐し、復讐を遂げようとしていた。
その時にはティコを「美人」と言ったり、大ボスの五加皮（ンガペー）の接待に苦慮する中間管理職ぶりを見せたりとネタっぷりが増幅されている。
ネーミングは中国の高級酒「茅台」から。
イタリアハゲ
イタリアマフィアのボス。いつも葉巻を燻らせていて、シャム猫のティオペペを溺愛しているが、女性はふくよかなタイプが好みらしく、太るよう勧めている。
有閑倶楽部のメンバーが修学旅行で訪れたイタリア・フィレンチェで、自身の悪事を告発するテープを録音した修道士を配下に命じて殺害。テープが悠理の手に渡った事を知ると、スナイパー・ベライヒに「全員ぶっ殺しても テープを始末しな」と命令。
ローマ法王暗殺を計画していたが、時宗が法王の服のすそを踏んだ事で銃弾から逃れ計画は失敗。
茅台（前述）のいる香港へ逃亡。香港で茅台に捕えられた倶楽部メンバーとアジトで再会。恨みをぶつけていた。その後、現地の警察に逮捕されたと思われる。

## 各話あらすじ
PART1
『りぼんオリジナル』1981年春の号、RMC.1、文庫版1巻に収録。
妊娠しているとの噂がある白雪緑が自殺しようとしている所に可憐が出くわす。一方、宝石店を営む可憐の母がソ連大使夫人にイミテーションのルビーの首飾りを売ってしまう。夫人はしかもそれをアメリカ大使夫人へのプレゼントにすると言う。困った可憐が有閑倶楽部メンバーに事情を言うと、清四郎が宝石を本物とすり替えようと発案。また、それに乗じて白雪緑を妊娠させた男への復讐もしようと企てる。
PART1からPART3までのキーアイテムとなるルビーの首飾りだが、ラストシーンで可憐が持っているはずの首飾りが描きこまれておらず、文庫版まで修正されなかった。
PART2
『りぼんオリジナル』1981年夏の号、RMC.1、文庫版1巻に収録。
野梨子と美童が演劇部の『シラノ・ド・ベルジュラック』に主役として客演することが決まった。本番も迫る頃、大道具が壊れたり、クレンジングに殺虫剤が入っていたりと、野梨子の周りで災難が続く。それとは別に、PART1で登場したルビーの首飾りからマイクロフィルム（実はソ連が開発した新しい薬品の化学式が入っていた）が見つからなかったため、相手に責められたスミノフはルビーがすり替えられたことに気付き、取り返そうとする。そのルビーは、野梨子が舞台で使用する予定の物だった。
PART3（連ドラ1話）
『りぼんオリジナル』1981年秋の号、RMC.1、文庫版1巻に収録。
20年の伝統を持つダンス競技会「神無祭」の季節。プレジデント学園も優勝候補の一つ。出場を予定していた有力選手が出場出来なくなり、可憐と美童が代役を頼まれる。清四郎によると、ここ最近優勝候補のカップルばかりが何らかの理由で出場出来なくなるということが相次いでいるらしい。黒松学園のPTA会長が毎年神無祭で優勝校を予想する賭けをしていると知った悠理はプレジデント学園に賭け（このとき悠理は変装していたが、原作では素顔だった）、可憐と美童は優勝を目指す。
そして未だにマイクロフィルムを手に入れられない「彼等」は清四郎が持っていることを突き止め、強硬手段に出る。
PART4（連ドラ2話）
『りぼんオリジナル』1981年冬の号、RMC.1、文庫版1巻に収録。
時は冬休み。暇で暇で堪らない悠理は柄の悪い男達に「一緒について来い」と言われ、暇潰しについて行くことにする。その後、剣菱邸に娘を誘拐したとの連絡が入る。
誘拐されたと言うのにまるで遠足気分の悠理。犯人達は身代金は5000万にする予定だったが、悠理が最低でも10億にしないと家に帰ると言う。しかも悠理は清四郎達をも仲間に引き込み、10億円強奪計画を練る。唯一美童が物語に直接関わらない作品。
PART5
『りぼん』1982年2月号、RMC.2、文庫版1巻に収録。
前話で9億5000万円を手に入れた6人は、学校をサボって豪華客船でラスベガスへ。
船の中で美童そっくりの女性ミュスカに出会う。自分と同じ顔をしているのにもかかわらず、美童は恋に落ちてしまう。某国の王女で王位継承者でもあるミュスカは、自分の息子を王位に付けたい国王の後妻に命を狙われていた。
PART6
『りぼんオリジナル』1982年初夏の号、RMC.2、文庫版1巻に収録。
ラスベガスから戻った6人。学校へ行くとラスベガスへ行っていたことがバレており留年の処分を受ける。清四郎が校長を何とか説得し、追試を受けて全科目80点以上取れば処分を帳消しにすると約束を取り付ける。
テスト当日まで清四郎の家で、春休みを返上しての猛勉強が始まったが、悠理と魅録が途中で逃げ出しずっと楽しみにしていたコンサートへ行く。どうしてもサインが欲しい悠理は、ホテルの壁をよじ登り部屋に忍び込む。するとそこには歌手・ルシアンの死体が……!
PART7
『りぼんオリジナル』1982年夏の号、RMC.2、文庫版2巻に収録。
悠理・清四郎・野梨子の幼稚舎入園から、中等部時代に6人が出会うまでの話。ミセス・エール（理事長）とも出会う。
PART8
『りぼん』1982年9月号、RMC.3、文庫版2巻に収録。
時は夏。6人は信州に新しく購入したという剣菱家の別荘・旧富水邸へ行くことになった。富水邸は地元でも幽霊が出ると有名な場所。ある日、皆で撮った写真に老婆が写っていた。霊に興味のある清四郎は、真相を突き止めようと調べまわる。悠理の霊感が示された初めての作品。
PART9
『りぼんオリジナル』1982年冬の号、RMC.3、文庫版2巻に収録。
冬休み。美童の生まれ故郷スウェーデンへやって来た6人。家には高価と言う言葉では表せないほどの家具が多くある。可憐が中でも国宝級のチッペンデールの最後の作品に傷を付けてしまう。家具にチッペンデールの霊が憑いていると言う霊媒師の助言に従い、霊を呼び出す交霊会が行われることになるが……。
PART10（茶道家元殺人事件）
『りぼん』1983年2月号、RMC.3、文庫版2巻に収録。
スウェーデンから帰国してすぐの事。白鹿流と対立している茶道の流派、八鹿流と茶事を開くことになり、野梨子と清四郎も出席することになった。茶事の途中、八鹿流の家元が突然苦しみ出し死亡、動機もある野梨子の母親が容疑者となる。メンバーは事件の解決のため奔走する。
PART11
『りぼんオリジナル』1983年春の号、RMC.4、文庫版2巻に収録。
3月、卒業式。6人も本来なら卒業出来るはずだったが、ラスベガス事件の1件で、結局留年が決まっていた。
翌日、美童の知り合いのデザイナーのファッション・ショーへ行くことにした。そのショーの最中、モデルのマルガリータが事故で奈落に落ちて死亡してしまう。その頃巷では、宝石泥棒が頻発していた。マスコミ向けに限定した形で再度行われることになったショーに、モデルとしてマルガリータの代わりに美童が出演することになったが…。唯一野梨子が直接物語に関わらない作品。
PART12
『りぼん』1983年5月号、RMC.4、文庫版2巻に収録。
北海道新幹線敷設の入札相手が先祖代々続く犬猿の中の兼六財閥だと知った万作は意欲に燃える。しかし、先祖が隠したらしい幻の家宝・黄金観音が夢に出て来て魘される。その観音は最高の富を約束してくれる代物であった。
男山の金探知犬としての能力が発揮される一方、この事件で水恐怖症に。
PART13（連ドラ7話）
『りぼん』1983年11月号、RMC.4、文庫版3巻に収録。
キール王国の王子が日本に留学してくる。母国ではクーデターの恐れがあるためである。玉の輿を狙った可憐が王子に猛烈アプローチするが…。
PART14（連ドラ9話）
『りぼん』1984年2月号、RMC.4、文庫版3巻に収録。
冬休みを控え、うきうき気分の悠理に絶望的な言葉が教頭先生から伝えられる。それは期末テストで赤点を取った者は冬休み中補習を受けると言う物であった。
他の5人にも見捨てられ、夜中にテスト問題を盗みに来た悠理は男子学生の幽霊を見てしまう。彼は、聖プレジデント学園の教頭に恨みがあると言う。教頭の周囲を調べるうちに、教頭が裏口入学を斡旋しているのではと疑惑が湧く。幽霊である彼に憑かれれば期末テストも楽勝と目論んだ悠理は、率先して事件を解決しようと言うが……。
犬猫まるごとHOWマッチの巻
『りぼん』1984年5月号、RMC.5、文庫版3巻に収録。
悠理の愛猫、富久娘・多摩自慢と魅録の愛犬、男山が誘拐された。身代金は何と1億円。3匹を救うため、警察官を総動員しての大騒ぎ。しかも、3匹の側にはプラスチック爆弾が置いてあると犯人は言う。果たして3匹を無事救えるか。
欧羅巴トラブル・ツアーの巻
『りぼん』1984年8月号・9月号、RMC.5、文庫版3巻に収録。
聖プレジデント学園にも修学旅行の季節がやって来た。ジャンボ機をチャーターしてのデラックスヨーロッパ修学旅行。
悠理が買い食いをしていると、突然ぶつかって来た男にテープを託される。その後訪れた美術館で悠理が、灰皿と間違えてメディチ家の家宝の絵皿を取って来てしまった。夜中にこっそり戻しに行こうとするが、絵画を盗みに来た窃盗犯と間違えられ、逃亡するはめに。
香港より愛をこめての巻
『りぼん』1985年2月号・3月号、RMC.6、文庫版3巻-4巻に収録。
香港シンジケートの幹部が妹を連れ、証拠のマイクロフィルムを持って極秘来日するらしい。身の安全と引き換えに覚醒剤ルートを教えると言う。裏切られたボスは怒り心頭に発し、何としても取り戻そうとする。
剣菱グループの会議中。突然餃子を食べたくなった万作は聖プレジデントへ現れ、6人+男山を引き連れ一路香港の別荘へ。追っ手から逃げていた2人は、剣菱邸に迷い込む。妹の花凋(フアリュウ)が兄の白乾児(パイカル)と揉めていると、誤ってマイクロフィルムがスープの中に入ってしまう。何も知らない6人達はそのスープを飲んでしまい、組織の人間に次々と拉致される。
永遠の敵・茅台登場。そして少女漫画史上最もたくさんのおまるが並んだ話でもある。
連載では、メンバーの誰がカプセルを飲んだか、というのが懸賞クイズになっていた。
スポーツマンで行こうの巻
『りぼん』1985年6月号別冊付録、RMC.6、文庫版5巻に収録。
悠理と美童が澤乃井カップに出場、見事決勝進出を決める。澤乃井カップとは、元テニスプレイヤーの澤乃井が作ったテニスの大会。決勝の試合が始まると、理事長の孫を誘拐したとの電話が入った。要求は現金3000万円と健二が試合に負けることであった。
唯一雑誌本体ではなく、付録に収録されたエピソード。
幽霊なんかこわくないの巻
『りぼん』1985年9月号・10月号、RMC.7、文庫版4巻に収録。
3年生の賀茂泉と言う学生が、田舎の父に見合いを勧められ、断る口実についつい野梨子の写真を見せフィアンセだと言ってしまい、野梨子にフィアンセの振りをして欲しいと頼んで来た。仕方無く皆で向かうと、彼の家では幽霊騒動が起きていると言う。一度は偽幽霊騒動ということで話が片付いたかに見えたが、その後も怪奇現象は止まず、ついには蛇の大群が賀茂泉家を襲う。そしてその矛先は嫁のフリをしていた野梨子にまで及んでしまう。
成金爆発娘の巻
『りぼん』1985年11月号・12月号、RMC.7、文庫版4巻に収録。
万作が支援する女子プロレス団体の試合後、同団体のエースであるラッシャーさやかと食事をしていると何やら時宗に相談したいことがあるようだ。電話が掛かって来て中座するさやかだが、直後に死体で発見される。なかなか進行しない捜査状況に業を煮やした万作は、犯人を捕まえたら好きなことをさせてやると約束。悠理・可憐・野梨子が団体に潜入し内情を探っていくうちに、同団体の社長が外国人選手のスカウトのついでに海外で覚醒剤を仕入れ、地方巡業を利用して暴力団と結託しその覚醒剤を売りさばくという構図が明らかになる。しかし、ひょんなことから悠理と可憐に殺人の容疑がかかってしまう。
南海の秘宝の巻
『りぼん』1986年1月号・2月号、RMC.8、文庫版4巻に収録。
前話『成金爆発娘の巻』で事件を解決した6人が、万作に「南の島でのんびりしたい」と伝えると、南太平洋にある万作が所有する島に招待されることとなった。
しかし余りにすることが無く退屈していると、万作が病気で伏せっている友人の王様のお見舞いに行くと言うので、付いて行くことに。国内では、王の病気を理由に軍人が台頭していた。王子が王位を継ぐには、『暁の太陽』と呼ばれる王冠と、島の神官が持つと言うメダルが必要なのだが、神官は40年ほど前から行方不明。クーデターが起こる前に何としても王子に王位を継がせたい万作は、王冠を探しに行くことを決意する。
実は行方不明になったと思われていた神官は第二次大戦中に亡くなっており、当時その島に駐屯していた日本軍の一員だった万作らがその遺体を埋葬していたことが判明するが、その遺体の捜索やその後の王冠の探索過程で悠理らが命を狙われる事件が多発。クーデターを狙う軍部の妨害工作なのは明らかなのだが、あまりの情報漏れの多さに内通者の存在が疑われる始末。果たして王冠は無事手に入るのか?
池のコイ誘かい事件の巻
『りぼん』1986年4月号・6月号、RMC.8、文庫版5巻に収録。
職員会議に出席するために来校したPTA会長・出羽桜が抜き打ちで生徒会室を覗いてしまった。煙草・酒・化粧品・おやつなどが見つかり、有閑倶楽部メンバーは自宅謹慎3日間の処分を受ける。
停学処分に落ち込むことなど無い6人はディスコへ繰り出す。すると、聖プレジデントの女生徒・浦霞が男2人に絡まれている所を発見し助ける。事情を尋ねると、家の借金の形に、自分より何歳も年上の警視庁副総監と婚約することになり、自暴自棄になっていたとのこと。そこへ副総監本人が迎えに来て、ディスコにいたことがバレた6人は更に1週間の停学処分となった。停学処分の恨みを晴らしつつ、浦霞の婚約を解消させようと有閑倶楽部が動き出す。
ちなみにタイトルは、当時同じ『りぼん』で活躍していた、池野恋を捩ったもの。
愛すればこその巻（連ドラ4話）
『りぼん』1986年9月号・10月号、RMC.9、文庫版5巻に収録。
ジュエリー・アキの開店20周年記念パーティが開かれた。
店舗のビルの大家・桜川きぬはドケチで有名。ぶつかって着物をお酒で汚してしまった美童は弁償させられるかと思いきや、彼女は昔の恋人にそっくりな美童に一目惚れ。泣きつかれた美童は仕方無く、きぬと付き合うことになる。その後、きぬは事故で亡くなり、弟や姪は財産分けを楽しみにしていたが弁護士が預かっていた遺言状から全財産を美童に譲るとされていた。
それから美童の周りで奇妙な出来事が起こり始める。初七日の日にきぬの姪に殺されかけたところを清四郎に助けられて解決、と思いきや美童に執着するきぬの霊が、美童をあの世への道連れに連れていこうとしていた。
世界一周アドベンチャークイズの巻
『りぼん』1987年2月号 - 4月号、RMC.9、文庫版6巻に収録。
クイズ番組を見ていた剣菱夫妻が「自分達もやりたい!」と番組その物を買収して『世界一周アドベンチャークイズ』を企画。有閑倶楽部メンバーも出場することになったが、チーム分けで揉めて、今までに無い大喧嘩をしてしまう。世界各国を回るこの企画で、有閑倶楽部はまたしても様々な事件に巻き込まれていく。
鋼鉄のモルダビアが初登場。
剣菱家の事情の巻（連ドラ5話）
『りぼん』1988年1月号・2月号、RMC.10、文庫版6巻に収録。
悠理が婿を取って剣菱家を継ぐことになった。しかし、百合子が集めた婿候補は将来剣菱を担わなければならないとあって、中年の人ばかり。それを見た悠理が「自分より強い男とじゃなきゃ結婚しない」と宣言。何と、清四郎がその候補に持ち上げられた。清四郎自身も冗談じゃないと一度は断るが、帰宅後の夕食中に剣菱の事業規模と可能性に思い至り、万作への対抗心も生じて再度押しかけて来た万作から申込まれた悠理との婚約を承諾してしまう。
清四郎なんかと結婚したら一生馬鹿にされると思った悠理は、清四郎に決闘を申し込み、勝つために雲海和尚の下で修行する。10日間で和尚に触れるという課題をクリアして回避能力は上がった悠理だが、結局清四郎に敗北する形で決着。結婚式の形式で喧嘩した百合子を万作が追いかけて行ってしまったことで清四郎が剣菱財閥の運営を担うことになる。
しかし清四郎のスパルタ教育についていけない悠理は雲海和尚に再度相談し、「一番強い男が剣菱財閥を継ぐべき」との理屈から、なんと雲海和尚と清四郎の対決が実現。果たして結果は…?
白鹿野梨子にささげる愛の巻（連ドラ6話）
『りぼん』1988年3月号・4月号、RMC.10、文庫版6巻に収録。
野梨子が本屋で万引きする青年を目撃。驚いて何も出来なかった野梨子だが、後日酔っ払った大学生に絡まれている所をその青年・刈穂裕也に助けられ、裕也も自分の生活を本気で心配する野梨子に母を思い出し、お互いに惹かれあっていく。
時を同じくして、野梨子の父・白鹿清洲の個展が開かれる。目玉の作品は「雪月花」と言うセットの掛軸である。その掛軸が輸送中にヤクザたちに奪われる。故郷の母が病んでいることを知って大金を求めた結果、知らずにその片棒を継がされてしまった青年は、大切な掛け軸を取り戻し野梨子への愛を貫くために、一人無謀な戦いを挑む。なんだかんだと有閑倶楽部に魅録の友人たちの協力もあって事件は解決。その際に新車のポルシェをダメにされながらも裕也の故郷・金沢の知り合いに職を世話したことで故郷に帰る裕也との野梨子の初恋は終わりを告げた。
「愛してごめんなさい」の巻
『りぼん』1988年5月号・6月号、RMC.11、文庫版7巻に収録。
美童がサナトリウムで知り合った女の子・真澄。彼女は重い心臓病を抱えており、なるべく早く手術を受けなければいけない状態である。美童は手術が怖いと言う真澄を励まし、「大きくなったらお嫁さんになる」と約束する。それ以来、美童たちの周りで奇妙な出来事が起こり始める。
丑三つ時の女の巻
『りぼん』1989年2月号・3月号、RMC.11、文庫版7巻に収録。
東北へスキーに来ていた6人。その最中、猛吹雪で可憐が遭難してしまう。寒さに耐え切れなかった可憐は側に祀ってあった仏像（実は鬼子母神像だった）を燃やしてしまう。
東京へ帰ると可憐が体調を崩し、見る見るうちに痩せ細っていき、切っても切っても爪が伸び、頭にはコブのような物が出来始める。仏像を燃やした祟りなのか!?
茅台 炎の復讐の巻
『りぼん』1990年1月号 - 3月号、RMC.12、文庫版7巻に収録。
世界最大の遊園地「万作ランド」のオープンを控えたある日、タリスカ王国王妃との過去の浮気疑惑が再燃し、百合子が実家に帰ってしまう。現在植民地からの独立運動の資金不足で困っているタリスカに、万作も融資をしたいが、また百合子の怒りを買いそうで踏み切れない。そんな時、清四郎が一計を案じる。世界中からゲストを招いてのパーティ中、強盗を装って合法的に資金提供しようというものだった。しかし、その途中マスクを被った不審者らに世界中の富豪共々、万作と6人が誘拐されてしまう。全ての黒幕はあの茅台! 6人に投獄させられた恨みを晴らそうと脱獄していたのだった!
狙われた学園-男ともだち+女ともだち-の巻（連ドラ10話）
『りぼん』1991年2月号・3月号、RMC.13、文庫版8巻に収録。
ミセス・エールが急遽イギリスへ帰ることになり、甥のピーターが理事長代理としてやってきた。同じ頃、可憐の希望で代理の美術教師として赴任してきた高千穂哲郎。共に美術品に興味がある2人はすぐに意気投合。その後、哲郎から学園を担保にして有名な絵画を買わないかと持ちかけられる。一度は渋ったピーターだが、すぐに了承、しかし、哲郎は1億円の小切手と共に姿を消し、担保にされていた学園が不動産屋のものになってしまった。学園を狙っていたのは、高千穂病院の経営者で哲郎の母。大病院の臓器売買疑惑も関わってきて、悠理が偽装入院して内情を探る。みんなの楽園プレジデント学園はなくなってしまうのか!?
男子禁制殺人事件の巻
『りぼん』1992年4月号 - 6月号、RMC.13、文庫版8巻に収録。
試験休みを利用してスイスへやって来た6人と百合子。男3人と悠理はスキーへ、野梨子と可憐は百合子に連れられ、男子禁制の高級スパ「フローレンス・ルイ」へ。そこのオーナー・ドメイヌは何と15年も容姿が変わらないという奇跡の女性。猛吹雪の中、スキーを終えた悠理と共に女装した清四郎たちがやって来る。しかし、その日百合子と激しい口論をした女性が遺体で見つかり、その上第一発見者は百合子。奇跡のスパに「若返りの薬」は存在するのか!?
夢で逢いましょうの巻
『りぼん』1992年10月号、RMC.14、文庫版8巻に収録。
フィールドアスレチックへ遊びに来た6人。清四郎と魅緑と競争していた悠理が落ちそうになった弁当を拾おうと落下し、意識不明となる。
何事も無かったかのように目覚めた悠理だが、夢で見たことが現実に起こるようになり予知夢を見られるようになったと喜ぶ。ところが、悠理が次に見た夢は、高所から墜落する自分と、血まみれで倒れている可憐だった。
初春大騒動絵巻の巻
『りぼん』1993年1月号、RMC.14、文庫版8巻に収録。
年末の福引で肉マン1年分を当てようと躍起になる悠理。最後の1回で出た玉が勢い余って通行人のフードの中へ。ところが彼らは外国人のひったくりだった。その後、剣菱夫妻と6人は自家用バスで神社へ初詣へ繰り出す。そこへ昼間のひったくりが賽銭を奪いに来た。その上、皆が乗ってきたバスに乗り逃走。バスに残っていた可憐・野梨子・美童が人質となる。
温泉へ行こうの巻
『りぼん』1993年9月号別冊付録、RMC.15、文庫版9巻に収録。
夏休み、清四郎は合宿、魅緑は法事、美童は友人の別荘へと何かと忙しい男性陣。茶会続きで疲れの取れない野梨子、エアロビで腰を捻った可憐、暇な悠理達女性陣。
ジュエリーAKIへ買い付けに来ていた北海道の旅館の女将・緑の誘いもあり、女性陣は早速その旅館へ行くことに。季節はお盆。霊感のある悠理が早速温泉で「見つけて…」と言う女の子の声を聞く。
旅館の関係者によれば、旅館の経営者の一人娘が数年前から行方不明になっているという。様々な話を総合した結果、どうやら緑がその事件に絡んでいるらしいとにらんだ一同は、偽のリゾート開発の話をえさに緑を近くの湖に誘い出す。
モルダビア 怒りの鉄拳の巻
『りぼん』1994年2月号、RMC.15、文庫版9巻に収録。
フリル大好きの趣味が高じて、百合子がロシアからバレエ団を呼び寄せた。バレエ団のプリマバレリーナ、プリスカ・パブロアの姉は何とあの「鋼鉄のモルダビア」だった!
練習中、キャット・ウォークで休憩していたプリスカはある計画を聞いてしまったがために、何者かに拉致される。その計画とは、たまたま来日中だったロシア首相がお忍びでバレエ団の公演を見に来るところを暗殺してしまおうというもの。別ルートからその計画の存在を知ったモルダビアは、妹の身を案じつつも首相の警護に就かねばならず、代わりに悠理らがプリスカ救出を試みることに。
紳士は美少年がお好きの巻
『コーラス』1995年5月号・6月号、RMC.16、文庫版9巻に収録。
「ジュネス」と言う雑誌に悠理に瓜二つの男・雅央のセミヌード写真が掲載され、大騒ぎになる。あるパーティーに出席した6人、悠理がそこで雅央と間違えられ誘拐されてしまう。
時をかける恋の巻
『コーラス』1995年7月号・8月号、RMC.16、文庫版10巻に収録。
夏休み、伊豆のホテルへ行く予定だった6人だがそのホテルが食中毒を起こし、営業中止になっていた。急遽、途中で休憩に寄った「花の舞ホテル」に泊まることとなった。そこで可憐が和服を着た男性と出会い、恋に落ちる。しかしその男は、オーナーの兄で、50年以上前に亡くなっていると言う。可憐の命を賭けた恋が始まる。
君に愛の花束をの巻（連ドラ8話）
『コーラス』1998年1月号・2月号、RMC.17、文庫版9巻に収録。
松竹梅夫婦は「時宗が千秋の誕生日に、千秋が世界中のどこにいても、直接抱え切れないほどの花束をプレゼントすること」を条件に結婚した。
今年もその季節がやってきた。今年はタヒチまで届けなければならない。フライトは週2便しか無いため、遅れるわけにはいかない。ところが、空港で麻薬所持犯と間違えられるなどトラブル続出。時宗は果たして千秋に花束を届けられるのか?
雛人形は眠れないの巻
『コーラス』1998年3月号・4月号、RMC.17、文庫版10巻に収録。
3学期が始まって間もない頃。東北に剣菱のスキー場を誘致する計画があり、視察目的の万作について来た6人。土地の所有者・桜川家が代々伝わると言う自慢の雛人形を見せてくれる。雌雛だけ新しいことを不思議に思う野梨子。その後、散歩に出た悠理たちが穴に落ち、雌雛を抱いた親子のミイラを発見する。そのミイラを見世物にする桜川家だが、家人が次々と奇妙な死に方をしていく。作品の中で最も多くの人間が死亡した話だが、他のエピソードと違って祟られた側が先祖から積み重なった罪を悔いることもなく一部を遺して全滅した「自業自得」が図に当たった話。
玉の輿料理天国の巻
『コーラス』1998年1月号・2月号、RMC.18、文庫版10巻に収録。
可憐は駅の階段である男性に怪我をさせてしまう。その男性は顔良し、スタイル良し、性格良し、お金持ちのブラジル人日系四世。玉の輿を狙う可憐はその男にブラジル料理を食べさせようと、料理を習い始めるが、その成果を示す小パーティで恋敵の女性が死んでしまう。
初恋の鎮魂歌の巻
『コーラス』1998年3月号・4月号、RMC.18、文庫版10巻に収録。
気分転換に雲海和尚の知り合いの寺に行った6人。その土地は雲海和尚にとって初恋の人との大切な想い出がある場所でもあった。その晩、お通夜があり、悠理は亡くなった女性に憑かれてしまう。
ウエディングエクスプレス（連ドラ3話）
『コーラス』2002年4月号・5月号、RMC.19、文庫版11巻「有閑伝説」に収録。
お世話になった先輩・あゆみの結婚式にやって来た魅録以外の5人。玉の輿を実現させたあゆみに憧れる可憐だが、タクシーで会場に到着するや否や、ウェディングドレス姿のあゆみが勢いよく駆けて来て、元彼が交通事故に遭ったから会いに行きたいと、結婚式から逃げ出してくる。
人生いつでも勝負!
『コーラス』2002年6月号、RMC.19、文庫版11巻「有閑伝説」に収録。
剣菱銀行と白鶴銀行が合併。名前を「剣菱白鶴銀行」と「白鶴剣菱銀行」にするかで揉める。双方とも全く譲らず、渓流下りをし、勝った方に従うことになるが、ところが最後に大どんでん返しが。
菊正宗清四郎、一生の不覚の巻
『コーラス』2002年7月号・8月号、RMC.19、文庫版11巻「有閑伝説」に収録。
菊正宗院長へと患者の妻から割れ物を預かった清四郎。骨董に目が無い清四郎は国宝の曜変天目と聞いて思わず開けて見たところ、不注意で割ってしまう。いつも完璧な清四郎のミスとあって他の5人は面白がりながらも修復のために奔走する。
有閑倶楽部シークレット・エピソード
『コーラス』2002年10月号・11月号・12月号、文庫版11巻「有閑伝説」に収録。
1.剣菱悠理編
いつものように駄弁っていた有閑倶楽部の面々。ふと美童が訊いてきた「ねえ、悠理ってさ。いつから霊感あったの?」。
2.松竹梅時宗編
魅録は常々疑問に思っていた。「堅物警察官」の時宗と「旧華族のお嬢様で派手な遊び人」の千秋、この二人がなぜ夫婦なのだろうか? と…。
3.美童グランマニエ編
ひたすら女性にモテることを最優先に生きる男・美童グランマニエ。彼がそのような生き方を選んだきっかけとは?

無閑倶楽部
『コーラス』2007年12月号、文庫版11巻「有閑伝説」に収録。
有閑倶楽部withプライド。

その後の有閑倶楽部
［『不倫、それは峠の茶屋に似ている：たるんだ心に一喝!! 一条ゆかりの金言集』集英社〈実用単行本〉、2022年6月29日、223頁。ISBN 978-4083331688。］に、30代後半に成長した有閑メンバーの完結エピソードを収録。
なお2022年7・8月の日経クロスウーマンのインタビューにて、この金言集刊行の為に描き下ろした「有閑倶楽部」超ショートエピソード3本が、漫画家としての最後の作品とも語っている。
1.白鹿野梨子の場合（p.81-84）
扉に野梨子イラストとキャラプロフィール掲載。漫画はフルカラー1頁のみで作者により創作秘話など文章で補足がある。最初にその後のアイデアが浮かんだのが野梨子で、友だちの大切さ・有難さを知っている野梨子だからこそ、唐突にミセス・エールより後継者指名されるエピソードが描かれる。
2.黄桜可憐の場合（p.149-152）
扉に可憐イラストとキャラプロフィール掲載。漫画は野梨子同様にフルカラー1頁のみで作者により文章で補足される。結婚はするものの男運が無く、結局バリバリ仕事をしてキャリアを築くエピソード。
3.剣菱悠理
菊正宗清四郎
松竹梅魅録
美童グランマニエの場合（p.185-192）
扉に悠理イラストとキャラプロフィール掲載（清四郎・魅録・美童は別途）。漫画はフルカラー4頁あったが、この最後のエピソードの主役はどちらかと言うと悠理の父親・剣菱万作である。清四郎・魅録・美童は予想の範囲内の職種で働き、母校・聖プレジデント学園の生徒会室で和やかに同窓会をしている最中に悠理と万作が登場し、内閣総理大臣になると宣言した万作に内閣閣僚の構想を聞かされる。最後まで奇想天外なコメディが展開された。
また漫画で描かれなかった悠理の仕事は、競馬のジョッキーが似合うと予想するなど文章で補足される。

## 書誌情報

### 単行本
- 一条ゆかり 『有閑倶楽部』 集英社〈りぼんマスコットコミックス〉、全19巻。同時収録作品については著者ページを参照。
  1. 1982年12月13日発売[11]、ISBN 4-08-853248-1
  2. 1983年7月15日発売[12]、ISBN 4-08-853266-X
  3. 1984年1月13日発売[13]、ISBN 4-08-853283-X
  4. 1984年10月15日発売[14]、ISBN 4-08-853310-0
  5. 1985年8月15日発売[15]、ISBN 4-08-853340-2
  6. 1986年5月15日発売[16]、ISBN 4-08-853367-4
  7. 1986年10月15日発売[17]、ISBN 4-08-853382-8
  8. 1987年5月15日発売[18]、ISBN 4-08-853404-2
  9. 1987年12月9日発売[19]、ISBN 4-08-853426-3
  10. 1988年12月9日発売[20]、ISBN 4-08-853466-2
  11. 1989年9月14日発売[21]、ISBN 4-08-853497-2
  12. 1990年12月10日発売[22]、ISBN 4-08-853546-4
  13. 1992年11月13日発売[23]、ISBN 4-08-853636-3
  14. 1993年10月15日発売[24]、ISBN 4-08-853693-2
  15. 1994年8月10日発売[25]、ISBN 4-08-853748-3
  16. 1996年8月8日発売[26]、ISBN 4-08-853873-0
  17. 1998年11月12日発売[27]、ISBN 4-08-856110-4
  18. 1999年12月7日発売[28]、ISBN 4-08-856180-5
  19. 2002年11月15日発売[29]、ISBN 4-08-856421-9

### 文庫版
作者が制作秘話を語る「Making of 有閑倶楽部」が収録されている。1-10巻まではボックス仕様でも販売された。一部の作品は収録順が入れ替わっている。11巻はかなり遅れて刊行され、『有閑伝説』という副題が付いている。
- 一条ゆかり 『有閑倶楽部』 集英社〈集英社文庫〉、全11巻
  1. 2000年5月18日発売[30]、ISBN 4-08-617601-7
  2. 2000年5月18日発売[31]、ISBN 4-08-617602-5
  3. 2000年11月17日発売[32]、ISBN 4-08-617603-3
  4. 2000年11月17日発売[33]、ISBN 4-08-617604-1
  5. 2001年5月18日発売[34]、ISBN 4-08-617605-X
  6. 2001年5月18日発売[35]、ISBN 4-08-617606-8
  7. 2001年11月16日発売[36]、ISBN 4-08-617607-6
  8. 2001年11月16日発売[37]、ISBN 4-08-617608-4
  9. 2002年4月18日発売[38]、ISBN 4-08-617609-2
  10. 2002年4月18日発売[39]、ISBN 4-08-617610-6
  11. 2011年6月17日発売[40]、ISBN 978-4-08-619140-1

### DX版
テレビドラマ化に合わせて発売された。雑誌掲載時のカラーページなども収録されている。
- 一条ゆかり 『有閑倶楽部』 集英社〈SGコミックス〉、全9巻
  1. 2007年10月15日発売、ISBN 978-4-08-855151-7
  2. 2007年10月15日発売、ISBN 978-4-08-855152-4
  3. 2007年10月15日発売、ISBN 978-4-08-855153-1
  4. 2007年11月15日発売、ISBN 978-4-08-855154-8
  5. 2007年11月15日発売、ISBN 978-4-08-855155-5
  6. 2007年11月15日発売、ISBN 978-4-08-855156-2
  7. 2007年12月14日発売、ISBN 978-4-08-855157-9
  8. 2007年12月14日発売、ISBN 978-4-08-855158-6
  9. 2007年12月14日発売、ISBN 978-4-08-855159-3

### ファンブック
- 『パーフェクトガイドブック 有閑倶楽部 虎の巻』2002年5月20日発行、ISBN 4-08-856379-4
  - 単行本として発売されている。

### その他のメディアミックス
- 『超こち亀』
  - 『こちら葛飾区亀有公園前派出所』の連載30周年を記念して発行された本。この中で作者が1Pの作品を寄稿し、有閑倶楽部の面々と松竹梅時宗が登場している。

## 関連書籍
ノベライズ
- 下川香苗（著）、一条ゆかり（原作）『有閑倶楽部』 集英社〈コバルト文庫〉、全3巻
  - 有閑倶楽部：2007年11月10日発行〈し2-20〉、ISBN 978-4-08-601098-6
  - 有閑倶楽部 史上最大の誘拐：2007年12月10日発行〈し2-21〉、ISBN 978-4-08-601109-9
  - 有閑倶楽部 洋館のミステリー：2008年2月10日発行〈し2-22〉、ISBN 978-4-08-601132-7

## OVA
1991年に『犬猫まるごとHOWマッチ』、1992年に『香港より愛をこめて』の各話が1巻ずつのOVA化されている。

### キャスト
- 剣菱悠理 - 勝生真沙子
- 菊正宗清四郎 - 辻谷耕史
- 白鹿野梨子 - 日髙のり子
- 松竹梅魅録 - 関俊彦
- 黄桜可憐 - 冨永みーな
- 美童・グランマニエ - 子安武人
- 松竹梅時宗 - 大林隆介
- 剣菱万作 - 吉村よう
- 剣菱百合子 - 横尾まり
- 雲海和尚 - 宮内幸平
- 剣菱豊作 - 難波圭一
- 理事長 - 高島雅羅
- 五代 - 丸山詠二
- 男山 - 塩屋浩三
- 犯人 - 菅原正志
- 美人教官 - 速水圭
- 生活指導顧問 - 紗ゆり

有閑倶楽部2 -香港より愛をこめて-
有閑倶楽部、並び血縁者共通。
- 永井一郎
- 緒方賢一
- 土師孝也
- 豊島まさみ
- 三井善忠
- 真砂勝美
- 加藤雅也

### スタッフ
- 原作 - 一条ゆかり
- 監督 - 四分一節子
- 演出 - 前島健一、棚橋一徳、冨永恒雄
- 脚本 - 近藤真智子
- キャラクターデザイン・作画監督 - 小林ゆかり
- 美術監督 - 谷村心一
- 色彩設定 - 小松原智子
- 撮影監督 - 小澤次雄、岡崎英夫
- 音響監督 - 宇井孝司
- プロデューサー - 出﨑哲
- 制作 - マジックバス
- 製作 - 集英社

## テレビドラマ

### 単発ドラマ（1986年）
1986年11月10日にフジテレビ系の「月曜ドラマランド」枠で放送。

#### キャスト（1986年）
- 剣菱悠理 - 国生さゆり
- 菊正宗清四郎 - 柄沢次郎
- 白鹿野梨子 - 奥田圭子
- 松竹梅魅録 - 豊原功補
- 黄桜可憐 - 小野リエ
- 美童グランマニエ - ショーン・E・レーガン
- 鬼ころし源三 - 阿藤海
- 日本盛校長 - 前田武彦
- 司牡丹ラン・プロ社長 - 小島三児
- 白雪富士子 - 小田かおる
- 紅乙女蘭子 - 太田貴子
- 井々千古透 - 坂井徹
- 松竹梅時宗 - 藤木悠
- 澤之鶴記者 - ビートきよし
- 樹永ラン・プロ社員 - 藤井洋八
- レイニア・エール - 松あきら
- 剣菱百合子 - 長内美那子
- 剣菱万作 - 荒井注
- 岩松了、柳谷寛、しのざき美知、海一生 ほか

#### スタッフ（1986年）
- 原作：一条ゆかり『有閑倶楽部』
- 脚本：橋本以蔵
- 演出：小野鉄二郎（KANOX）
- 音楽：ボブ佐久間
- 演出補：国本雅広
- 技斗：國井正廣
- プロデューサー：小野鉄二郎（KANOX）、三宅川敬輔（フジテレビ）
- 企画：久保田榮一、宅間秋史、久世光彦
- 企画プロデューサー：菅野てつ勇（STAFF21）
- 制作協力：東通
- 制作：フジテレビ、KANOX

#### 原作版からの変更点（1986年）
・万作が飼っているニワトリの名前が、「プリンス」と「マドンナ」になっている。
| フジテレビ系列 月曜ドラマランド | フジテレビ系列 月曜ドラマランド           | フジテレビ系列 月曜ドラマランド               |
| 前番組                          | 番組名                                    | 次番組                                        |
| ------------------------------- | ----------------------------------------- | --------------------------------------------- |
| 赤毛のアン子 （1986年11月3日）  | 有閑倶楽部（1986年版） （1986年11月10日） | 一休さん2 （浅香唯主演版） （1986年11月17日） |

### 連続ドラマ（2007年）
2007年10月16日から12月18日まで日本テレビ系「火曜ドラマ」枠で放送された。主演は連続ドラマ初主演となる赤西仁。
2007年度「第11回日刊スポーツ・ドラマグランプリ（GP）」の秋ドラマ投票では4部門、第17回TV LIFE年間ドラマ大賞でも作品賞をはじめ4部門制した。
聖プレジデント学園の校舎として、群馬県吾妻郡高山村にある大理石村ロックハート城が使用されている。

#### キャスト（2007年）

##### 有閑倶楽部のメンバー
松竹梅魅録（しょうちくばい みろく）
演 - 赤西仁
警視総監の一人息子。生徒会副会長。交友関係が広く暴走族・裏社会などにも顔が利き、硬派で喧嘩も強く誰からも慕われており、情に厚い。趣味は無線やメカいじり。
菊正宗清四郎（きくまさむね せいしろう）
演 - 横山裕（幼少時代：高木涼生）
大病院の息子。生徒会長で倶楽部の司令塔的存在。武道の達人であらゆるジャンルの学問にも精通する、文武両道なマルチ人間。プライドが高くかなりの負けず嫌い。
美童グランマニエ（びどう グランマニエ）
演 - 田口淳之介
スウェーデン大使を父に持つクォーター。生徒会経理。ナルシストで女好きなプレイボーイで、魅録や清四郎と比べると軟弱である。倶楽部の作戦では色仕掛け担当。
白鹿野梨子（はくしか のりこ）
演 - 香椎由宇（幼少時代：松田七星）
日本画の大家を父に、茶道の家元を母に持つ大和撫子なお嬢様。文化部部長。しっかり者で融通が利かず、男嫌い。頭脳明晰な優等生だが運動は苦手。
黄桜可憐（きざくら かれん）
演 - 鈴木えみ
宝石商の母と二人暮らし。生徒会書記。倶楽部の作戦ではその魅惑の美貌とスタイルを武器に色仕掛け担当。常に恋する乙女で、玉の輿に乗ることを夢見ている。
剣菱悠理（けんびし ゆうり）
演 - 美波（幼少時代：稲垣鈴夏）
大富豪・剣菱財閥会長の一人娘。運動部部長。倶楽部のトラブルメーカー。超人的な運動神経と体力を持ち、がさつで男勝り。趣味は大食いで、勉強は大の苦手。

##### 松竹梅家
松竹梅時宗
演 - 鹿賀丈史
魅録の父。警視総監。熱血で見栄っ張りな性格。常に倶楽部の連中に振り回されているが、何だかんだ魅録たちのおかげで事件解決している。

##### 剣菱家
剣菱万作
演 - 片岡鶴太郎
悠理の父。剣菱財閥会長。一見農家のおっさんだが、野生の勘で様々な事業を展開している。時宗とは学生時代からの旧友である。
剣菱百合子
演 - かとうかず子
悠理の母。剣菱財閥会長夫人。とても気が強く、怒ると怖い。かつて剣菱家のメイドだったことから、よくメイド服を着ている。
五代
演 - 久保晶
剣菱家の執事。

##### 聖プレジデント学園
蔵田校長
演 - 長谷川初範
聖プレジデント学園の校長。少々問題児である有閑倶楽部の言動を常に危惧しており、「即刻、全員退学です！」が口癖。
村上教頭
演 - 半海一晃
聖プレジデント学園の教頭。蔵田校長と似た者同士でいつも行動を共にしている。
レイニア・エール
演 - 白川由美（特別出演）
聖プレジデント学園の理事長。とても大らかな性格で有閑倶楽部の良き理解者。

##### その他
相馬刑事 - おかやまはじめ、鹿取刑事 - 住田隆
時宗の部下の2人組。常に時宗に振り回されている。
梅錦 - 山崎画大
白藤組の幹部で、魅録と親しい。
浦霞 - 山田親太朗
可憐に想いを寄せる男子生徒。

#### ゲスト
第1話
- 椎名早希 - 岩田さゆり
高校生社交ダンス大会の神無祭に出場する女子高生。岩崎達に襲われていたところを魅録に助けられる。
- 高清水龍男 - 萩原流行
建設会社社長。黒松学園の理事長で、神無祭の運営委員長でもある。神無祭を利用したあくどい賭博行為を行う。
- 岩崎（高清水の部下）- 長江英和

第2話
- 亮太 - 知念侑李（Hey! Say! JUMP）、太助 - 布施博
心臓病を患う妻（母）の手術代が必要な為に身代金目的で悠理を誘拐しようとした親子。
- 男 - 中村有志
詐欺を働くヤクザ。病院の関係者を名乗り太助から手術代を騙し取る。

第3話
- 吉乃川あゆみ - 入山法子
吉乃川商事の令嬢。経営難に陥っている吉乃川商事の再建の為に神亀グループ社長との婚約を決める。
- 玉司聖二 - 忍成修吾
あゆみの元恋人で、魅録とも親しい。『玉吉』という名前の寿司屋を開店する。
- 白藤吾郎 - 黒沢年雄
白藤組組長。あゆみの実の父親で、娘のあゆみに全財産を譲ると遺言書を書いている。
- 久保田 - 阿南健治
白藤組幹部。
- 神亀圭介 - 正名僕蔵
神亀グループ社長で、あゆみの婚約者。裏では白藤が所有する土地を狙っており、白藤とあゆみの殺害を企む。
- 田代（神亀の部下）- 高杉亘

第4話
- 桜川きぬ - 吉行和子
可憐の母が営む宝石店のビルの大家。裕福ながらケチでお金を溜め込んでいる。若い頃に病で死んだ恋人に瓜二つの美童に一目惚れする。
- 桜川朝子 - 宮地雅子
きぬの姪。仕方なくきぬの面倒を見ている。きぬが遺言書に美童に全ての遺産を譲ると書いた為に美童を殺害しようとする。
- きぬの弟 - 河原さぶ、きぬの甥 - 顔田顔彦
朝子共々きぬの莫大な遺産目当てに一緒に暮らしている。

第5話
- 菊正宗和子 - 中田有紀
清四郎の姉。
- 雲海和尚 - 泉谷しげる
清四郎の武道の師匠で、人間国宝。

第6話
- 刈穂裕也 - 小山慶一郎（NEWS）
魅録の友達。男達に絡まれていた野梨子を助けたことをきっかけに、野梨子に対して恋心を抱くようになる。
- 金剛 - 橋本さとし
清州の傑作、雪月花を盗み売り飛ばそうと企むヤクザ。
- サブロー（金剛の手下）- 脇知弘
- 白鹿清州 - 篠井英介
野梨子の父。
- 古市幸子（本人）

第7話
- カサル・ガルシア - 賀軍翔
キール王国の王子。自国にクーデターの動きがあるため来日し、聖プレジデントに臨時入学して来る。可憐に一目惚れされ恋に落ちる。

第8話
- 松竹梅千秋 - 秋吉久美子
魅録の母。日本有数の財閥・和貴泉倶楽部の令嬢で、仕事で世界各地を視察している。
- ケイコ - 鶴見辰吾
オカマで、自身の店に来た時宗に恋心を抱く。酔った勢いでした口約束を破った時宗に復讐すべく花束に爆弾を仕掛ける。

第9話
- 飛良泉龍一郎 - 細山貴嶺
過去に緑川による裏口入学の犠牲となったため聖プレジデントの受験に落ちてしまい、それを苦に自殺してしまった中学生。緑川に強い恨みを持ち、悠理に取り憑く。
- 緑川茂 - 山崎一
聖プレジデント学園3学年主任。悠理を始め有閑倶楽部を目の敵にしている。陰で裏口入学を行い、その謝礼金をギャンブルと借金の返済に使い込んでいる。

最終話
- 出羽桜金造 - 前田吟
文部科学大臣。イタリアの富豪に聖プレジデントの土地を売り多額の政治資金を得る為、高千穂と手を組み自らの権力を使って学園の権利証詐取を企む。
- 高千穂哲郎 - 中丸新将
聖プレジデント学園理事で、出羽桜の後援会長。魅録を嵌める為に拳銃を贈り6人を謹慎させ、さらに校長から学園の権利証を騙し取った。
- 鮫島組若頭 - デビット伊東
高千穂と裏で繋がっているヤクザ。拳銃を売り捌いており、銃を贈ってきた犯人を嗅ぎ付け組に来た魅録を脅す。

#### スタッフ（2007年）
- 原作：一条ゆかり『有閑倶楽部』
- 脚本：江頭美智留、山浦雅大、篠崎絵里子
- 演出：大谷太郎、池田健司、高橋秀明
- 音楽：山下康介
- 主題歌：KAT-TUN「Keep the faith」（J-One Records）
- 選曲：御園雅也
- ナレーション：川平慈英
- 原案協力：八坂健司、山本智恵子（集英社「月刊コーラス」編集部）
- 技術協力：NiTRo、日テレアート
- プロデューサー：荻野哲弘（日テレ）、国本雅広（ケイファクトリー）
- 制作プロダクション：ケイファクトリー
- 製作著作：日本テレビ

#### 原作版からの変更点（2007年）
・原作における主役は悠理だったが、ドラマでは魅録になっており、キャストクレジットでも一番上に名前が記載されている。

#### 放送日程（2007年）
| 各話                                                       | 放送日         | サブタイトル                    | 原作での参考になった回       | 脚本       | 演出     | 視聴率 |
| ---------------------------------------------------------- | -------------- | ------------------------------- | ---------------------------- | ---------- | -------- | ------ |
| 第1話                                                      | 2007年10月16日 | いよいよ参上!ダンス（秘）大作戦 | PART3                        | 江頭美智留 | 大谷太郎 | 15.9%  |
| 第2話                                                      | 10月23日       | VS警察!誘拐作戦                 | PART4                        | 山浦雅大   | 池田健司 | 13.7%  |
| 第3話                                                      | 10月30日       | 花嫁救出（秘）女装作戦!         | ウェディングエクスプレスの巻 | 江頭美智留 | 大谷太郎 | 12.8%  |
| 第4話                                                      | 11月06日       | 出た!幽霊                       | 愛すればこその巻             | 山浦雅大   | 池田健司 | 12.3%  |
| 第5話                                                      | 11月13日       | 崩壊の危機                      | 剣菱家の事情の巻             | 篠崎絵里子 | 国本雅広 | 13.0%  |
| 第6話                                                      | 11月20日       | 男嫌いの恋                      | 白鹿野梨子にささげる愛の巻   | 山浦雅大   | 大谷太郎 | 12.1%  |
| 第7話                                                      | 11月27日       | 極上玉の輿                      | PART13                       | 江頭美智留 | 高橋秀明 | 10.3%  |
| 第8話                                                      | 12月04日       | 花束爆弾!?                      | 君に愛の花束をの巻           | 山浦雅大   | 国本雅広 | 11.1%  |
| 第9話                                                      | 12月11日       | VS裏口入学                      | PART14                       | 山浦雅大   | 池田健司 | 12.4%  |
| 最終話                                                     | 12月18日       | 魅録の涙…生きるも死ぬも一緒     | 狙われた学園の巻             | 江頭美智留 | 大谷太郎 | 12.7%  |
| 平均視聴率 12.6%（視聴率は関東地区・ビデオリサーチ社調べ） |                |                                 |                              |            |          |        |

- テレビ大分（TOS、フジテレビ系列とのクロスネット局）では毎週金曜日16:55 - 17:53に、琉球放送（RBC、TBS系列）では毎週月曜日24:55 - 25:50に放送された。
- 2007年4月から2009年3月まで放送された「火曜ドラマ」枠の作品で唯一、全放送回・平均ともに二桁を記録した。

| 日本テレビ系列 火曜ドラマ                  | 日本テレビ系列 火曜ドラマ                      | 日本テレビ系列 火曜ドラマ                               |
| 前番組                                     | 番組名                                         | 次番組                                                  |
| ------------------------------------------ | ---------------------------------------------- | ------------------------------------------------------- |
| 探偵学園Q （2007年7月3日 - 2007年9月11日） | 有閑倶楽部 （2007年10月16日 - 2007年12月18日） | 貧乏男子 ボンビーメン （2008年1月15日 - 2008年3月11日） |

## CR有閑倶楽部
2014年よりエース電研よりホール導入開始。
- 白鹿野梨子：西野陽子[44]